# Кьолн Оупън
Кьолн Оупън (на италиански: Sanremo Open) е професионален турнир по тенис, провеждан в Кьолн, Германия.

## История
Кьолн Оупън е професионален турнир по тенис за мъже, част е от Световни серии на ATP тур през 1992 г. Играе се на открити клей кортове. 
Бернд Карбахер спечели състезанието на сингъл, а Орасио де ла Пеня и Густаво Луза печелят на двойки.

## Финали
| Година | Шампион        | Финалист        | Резултат          |
| ------ | -------------- | --------------- | ----------------- |
| 1992   | Бернд Карбахер | Маркос Ондруска | 7 – 6(7–4), 6 – 4 |